# Dorystoma caudata
Dorystoma caudata is een raderdiertjessoort uit de familie Notommatidae. De wetenschappelijke naam van deze soort is voor het eerst geldig gepubliceerd in 1894 door Bilfinger.